# Nesomys rufus
Nesomys rufus là một loài động vật có vú trong họ Nesomyidae, bộ Gặm nhấm. Loài này được Peters mô tả năm 1870.